# Walter Tataque Quisbert
Walter Quisbert Limachi (La Paz, Bolivia; 24 de septiembre de 1953-Ibidem, 10 de junio de 2019), conocido como Walter «Tataque Quisbert», fue un destacado boxeador amateur y luchador profesional boliviano, su seudónimo de luchador fue Lotario, y su apodo, Tataque, según contaba él, fue tomado de un personaje de la radionovela Kalimán. Estuvo entre las personas más altas del mundo, siendo el hombre más grande de Bolivia.

## Biografía

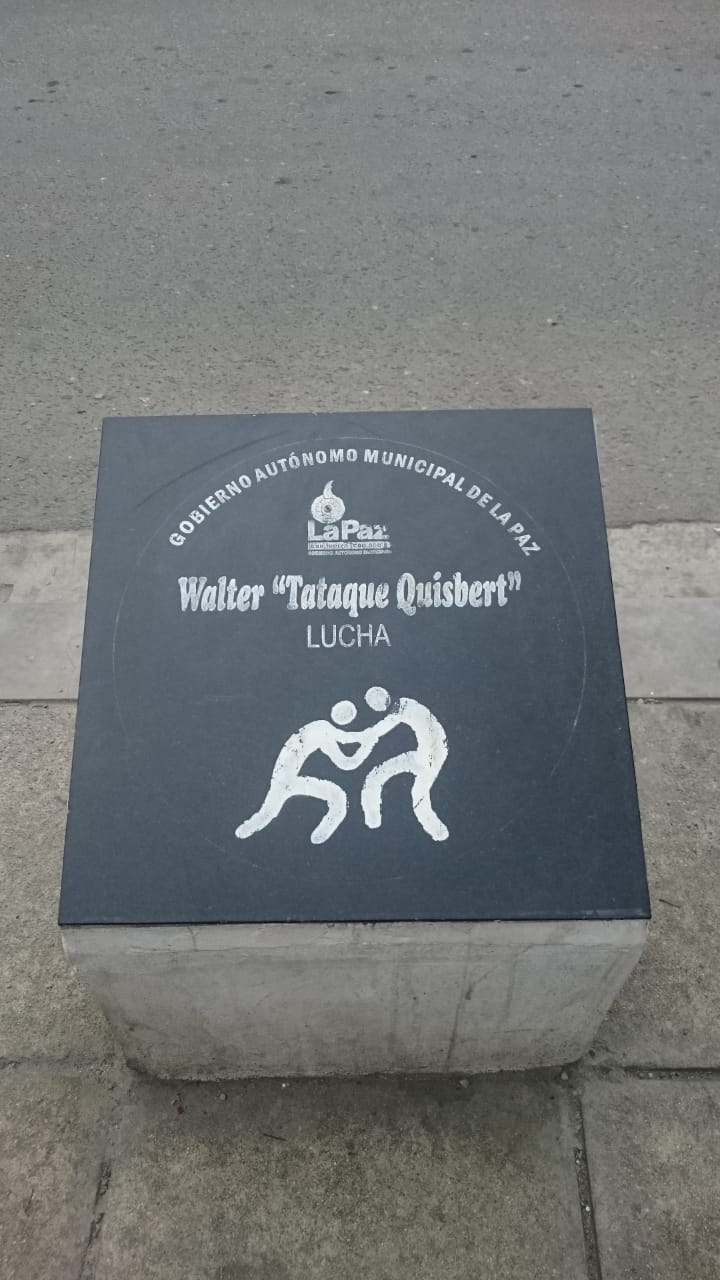
Placa conmemorativa a Quisbert en el paseo de la calle Carrasco en Miraflores.

En 1969 se trasladó a vivir a la ciudad de Arica, Chile. Vivió en ese país durante dos años practicando natación en la playa y otros deportes. En cuanto a su estatura, según contaba «Tataque» en una entrevista,  a los quince años media solo 1,70 metros. A los diecisiete años empezó a crecer llegando a medir 1,95 metros finalizando con 2,25 metros a los veintitrés años de edad.
Mientras se encontraba en Arica, el entrenador de boxeo Santiago Peta lo invitó a practicar boxeo en su gimnasio, ubicado en el estadio de esa ciudad. De ahí en adelante, Santiago Peta, introdujo a Quisbert por primera vez en el mundo del boxeo. En ese ínterin, logró conocer al renombrado luchador ariqueño Luis Cuadra.
Quisbert retornó a Bolivia en 1971, y veía que el boxeo en el país aún no estaba desarrollado, ya que para esa época ni siquiera existían gimnasios especializados en la disciplina. Entonces, decidió viajar a Uruguay, para entrenar y especializarse en boxeo,  por su admirable estatura, fue invitado en persona para jugar básquetbol por el  presidente de la federación Uruguaya de Basquetbol. Quisbert permaneció en ese país durante 4 años, practicando boxeo y básquetbol, desde 1971 hasta 1975.

### Juegos Bolivarianos de 1977
En 1975, retornó a Bolivia, porque la Federación boliviana de boxeo de ese entonces, lo contrató, y le asignó un entrenador de boxeo soviético para que lo entrenara con el objetivo de competir en los Juegos deportivos bolivarianos de 1977. Entre sus logros más importantes como boxeador está el de haber ganado la medalla de oro en dichos juegos.

### Boxeador profesional (1980-1990)
En 1980, Quisbert se fue a Buenos Aires, Argentina, donde boxeó  de manera profesional por primera vez. Su entrenador fue el argentino Nicolino Locche. Logró ser campeón en el sudamericano realizado en Brasil en 1980 y como luchador fue campeón mundial en 1990 en Panamá. En 1990, empezó a viajar por diferentes países, boxeando en Panamá, México, Colombia, Haití y República Dominicana. Su entrenador en esta época fue el mexicano Leopardo El tigre Universal. En 2018 ya se hallaba retirado.

### Tras su retiro
Su nombre se exhibe en una de las placas del Paseo del deporte de la calle Carrasco en Miraflores, el Gobierno Autónomo Municipal de La Paz le otorgó un reconocimiento en 2017 por sus logros deportivos durante los Juegos bolivarianos de 1977 y su vestimenta fue incluida en la muestra sobre 100 años de moda en Bolivia.
En 2016 un equipo científico ofreció a Quisbert pagar dos millones de dólares a él y a su familia por la adquisición de su esqueleto cuando este falleciera, con el objetivo de analizarlo con fines investigativos. Quisbert nunca quiso hablar en detalle sobre este tema señalando que en su momento informaría a la opinión pública.
Falleció el 10 de junio de 2019, en la ciudad de La Paz, a los 65 años de edad. Su muerte se debió a complicaciones relacionadas con una fractura de cadera sufrida a durante una caída meses antes de su deceso, su curación fue complicada debido a que Quisbert sufría de diabetes. Se confeccionó un féretro especial para su estatura y se destinó un espacio especial para él en Cementerio local. Fue enterrado el 13 de junio en el Cementerio General de La Paz, a la ceremonia asistió una multitiud.